# Neotherina inconspicua
Neotherina inconspicua là một loài bướm đêm trong họ Geometridae.